# Jan Szymon Szczawiński
Jan Szymon Szczawiński herbu Prawdzic (zm. 1654/1655) – marszałek Trybunału Głównego Koronnego w 1645 roku, wojewoda brzeskokujawski w latach 1643–1654, kasztelan brzeskokujawski w latach 1637–1643, starosta łęczycki w latach 1627-1654, starosta golubski w 1654 roku.

## Życiorys
Był synem Jakuba Szczawińskiego.
Studiował na Akademii Krakowskiej, gdzie w 1618 roku został immatrykulowany i na Uniwersytecie Padewskim, gdzie w 1621 r. został wybrany na konsyliarza nacji polskiej.
Poseł z województwa łęczyckiego na sejm i deputat tego województwa na Trybunał Skarbowy Koronny w 1627 roku. Poseł na sejm nadzwyczajny 1629 roku i sejm 1631 roku. Był elektorem Władysława IV Wazy z województwa łęczyckiego w 1632 roku, podpisał jego pacta conventa. Był posłem województwa łęczyckiego na sejm koronacyjny 1633 roku i deputatem tego województwa na Trybunał Skarbowy Koronny. Jako poseł na sejm koronacyjny 1633 roku wszedł w skład komisji do wojny z Moskwą i organizacji wojska. Był członkiem konfederacji generalnej zawiązanej 31 lipca 1648 roku. W 1648 roku podpisał elekcję Jana II Kazimierza Wazy z województwa brzeskokujawskiego, podpisał jego pacta conventa.
Pochowany został w kościele św. Andrzeja Apostoła w Łęczycy.